# تیمناس (کلرادو)
تیمناس (به انگلیسی: Timnath) شهری در ایالت کلرادو کشور ایالات متحده آمریکا است که جمعیت آن در سرشماری سال ۲۰۱۰ میلادی، ۶۲۵ نفر بوده‌است.